# Сухасі Дхамі
Сухаші Горадіа Дхамі Джайшіл (англ. Suhashi Goradia Dhami Jayshil; гінді सुहासी गोरडिया जय्शील धामी гудж. સુહાસી ગોરડિયા જયશીલ ધામી; телугу — సుహాసి గోరడియా జయ్శీల్ దామి, нар. 28 квітня 1988, Мумбаї, Індія) — індійська модель і кіноакторка, що знімається в індійських телесеріалах.

## Життєпис
Сухасі Горадіа народилася в Мумбаї, в гуджаратській родині. Вона — молодша дочка Лати Горадіа, яка працювала в гуджаратському театрі. До дев'ятого класу Сухасі жила і навчалася в Північній Африці, в Лівії.
Потім Сухасі повернулася до Мумбаї, щоб продовжити освіту. Вона вивчала класичний танець "Бхаратанатьям" і мріяла про кар'єру в цій сфері. Вона виграла кілька танцювальних конкурсів.
Першим серіалом, в якому Сухасі знялася, став «Шакті». Але популярності на телебаченні вона домоглася завдяки участі в телесеріалах на телеканалі «Star Plus» («Aek Chabhi Hai Padoss Mein» тощо). Після цього молода акторка знялася в декількох фільмах і значній кільктості рекламних роликів для брендів «Tata Magic», «Raymonds», «Slice», «Yamaha», «Mopleez», «Ford TVC» та інших.
Наступним етапом в її кар'єрі стала участь в зйомках популярного телесеріалу "Я виросла тут" / «Yahan Main Ghar Ghar Kheli» (2009—2012), яке транслювалося в Індії на телеканалі "Zee TV".

## Особисте життя
Сухасі Дхамі одружилась з Джайшілом Дхамі, братом акторки Драшті Дхамі та IT-інженером. До одруження акторка знала його вже 13 років, будучи закохана в нього ще в коледжі.

## Фільмографія
Фільми
- «Haage Summane» (2008).
- «Vaade Kaavali» (2009).

Шоу
- «Kahani Comedy Circus Ki» (2012)

Телесеріали
| рік               | Назва                                      | роль          |
| ----------------- | ------------------------------------------ | ------------- |
| -                 | Shakti                                     | -             |
| -                 | Antariksha                                 | -             |
| 2006-2008         | Aek Chabhi Hai Padoss Mein                 | Урміла Мехта  |
| 2009-2012         | Yahan Main Ghar Ghar Kheli / Я виросла тут | Абба і Албелі |
| 31.12.2012 -. . . | Housewife Hai … Sab Jaanti Hai             | Сона          |

## Нагороди
| рік  | нагорода           | номінація                                       | Назва проекту |
| ---- | ------------------ | ----------------------------------------------- | ------------- |
| 2009 | Zee Awards Rishtey | Zee Parivaar Ka Favourite Naya Sadasya (Female) | Я виросла тут |
| 2010 | Zee Awards Rishtey | Favourite Behen                                 | Я виросла тут |
| 2011 | Zee Awards Rishtey | Favourite Beti                                  | Я виросла тут |